# مورين مكاي
مورين مكاي هي ممثلة كندية، ولدت في عقد 1970.

## وصلات خارجية
- مورين مكاي على موقع IMDb (الإنجليزية)